# スタサノル
スタサノル（希：Στασάνωρ, ラテン文字転記：Stasanor, 紀元前4世紀, 生没年不明）は、マケドニア王アレクサンドロス3世に仕えた家臣である。

## アレクサンドロスの下で
スタサノルはマケドニア人ではなくキュプロスのソロイの人である。彼の名が最初に言及されるのはバクトリアでの戦いの間であり、彼はアレクサンドロスに対して二心を抱いているとされたアレイオイ人の太守アルサケスを逮捕する為にパルティア太守プラタペルネスと共にその地に派遣された。そして、紀元前328年秋にプラタペルネスと共に彼はアルサケスとかつてベッソスによりパルティア太守に任命されたブラザネスなどベッソスと共にアレクサンドロスに反乱を起こした者たちを連行し、ザリアスパにてアレクサンドロスと合流した。その後スタサノルはアレイオイ太守になったようであり、続いてアルサメスの後任としてドランギアナを太守領として追加された。スタサノルはプラタペルネスと共にインドからのアレクサンドロスの帰還に際してラクダなどの荷駄獣を提供し、カルマニアで王と会した。そして、アレクサンドロスがペルシスに戻る時には仕事のために再び所領へ戻った。

## アレクサンドロス死後
紀元前323年のアレクサンドロスの死後に開催されたバビロン会議では、スタサノルはドランギアナの太守位を維持したが、紀元前321年のトリパラディソスの軍会では、より重要なバクトリアとソグディアナの太守に任命された。
ここで彼は数年間静寂を保っていたが、同じ頃のエウメネスとアンティゴノスの抗争ではエウメネスに与したようである。紀元前316年にエウメネスを下したアンティゴノスは、スタサノルは善政により住民からの評判は良かったためにその力は侮りがたいものだったので、彼に対しては太守領を安堵するという寛容な措置を取った。
それ以降スタサノルの名は再び歴史上には現れないが、ユスティヌスは紀元前305年にセレウコス1世がバクトリアに侵攻したと記述しており、その際にスタサノルないしその後継者による抵抗があったのかもしれない。

## 註
1. ↑  アッリアノス, III. 29
2. ↑  ibid, IV. 7
3. ↑  ibid, IV. 18
4. ↑  クルティウス, VIII. 3. 17
5. ↑  アッリアノス, VI. 27
6. ↑  ibid, VI. 29
7. ↑  ディオドロス, XVIII. 3
8. ↑  ibid, XVIII. 39
9. 1 2  ユスティヌス, XLI. 4
10. ↑  ディオドロス, XIX. 48